# Tussen-die-Riviere

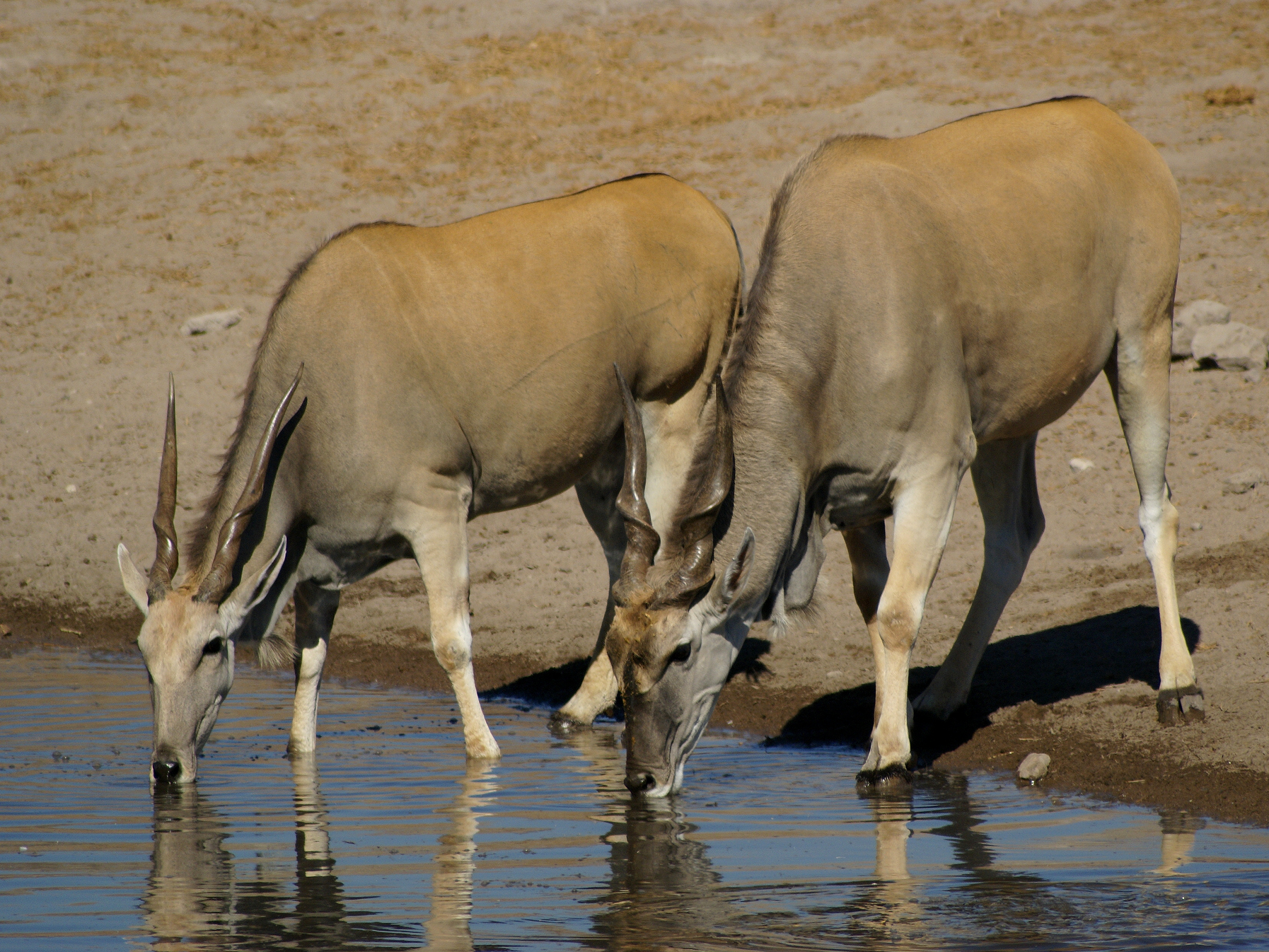
Elandantilopen bij een drinkplaats.

Tussen-die-Riviere is een natuurreservaat dat ingeklemd ligt tussen de Oranjerivier en de Caledonrivier in de provincie Vrijstaat van Zuid-Afrika. Het reservaat bevindt zich op 10 km ten oosten van het dorp Bethulie, ten westen van Smithfield en Aliwal-Noord. Het is 22.000 ha groot. Vogels die er te zien zijn zijn o.a. de paradijskraan de blauwe reiger en de Kaapse casarca.
Het gebied is open terrein en deel van de Karoo en biedt ook jachtmogelijkheden in het jachtseizoen.
Het park beschikt over 120 km onverharde weg die dient als routes om wild te bekijken. Bezoekers komen voornamelijk uit de omliggende streken, alsmede Colesberg en Bloemfontein. Het reservaat is gemakkelijk te bereiken en ligt in een malariavrij gebied. Er zijn overnachtingsmogelijkheden voor bezoekers. Het reservaat beschikt over een rijke verscheidenheid vrijlopend wild:
duikers, 
steenbokantilopen, 
hartenbeesten, 
elandantilopen, 

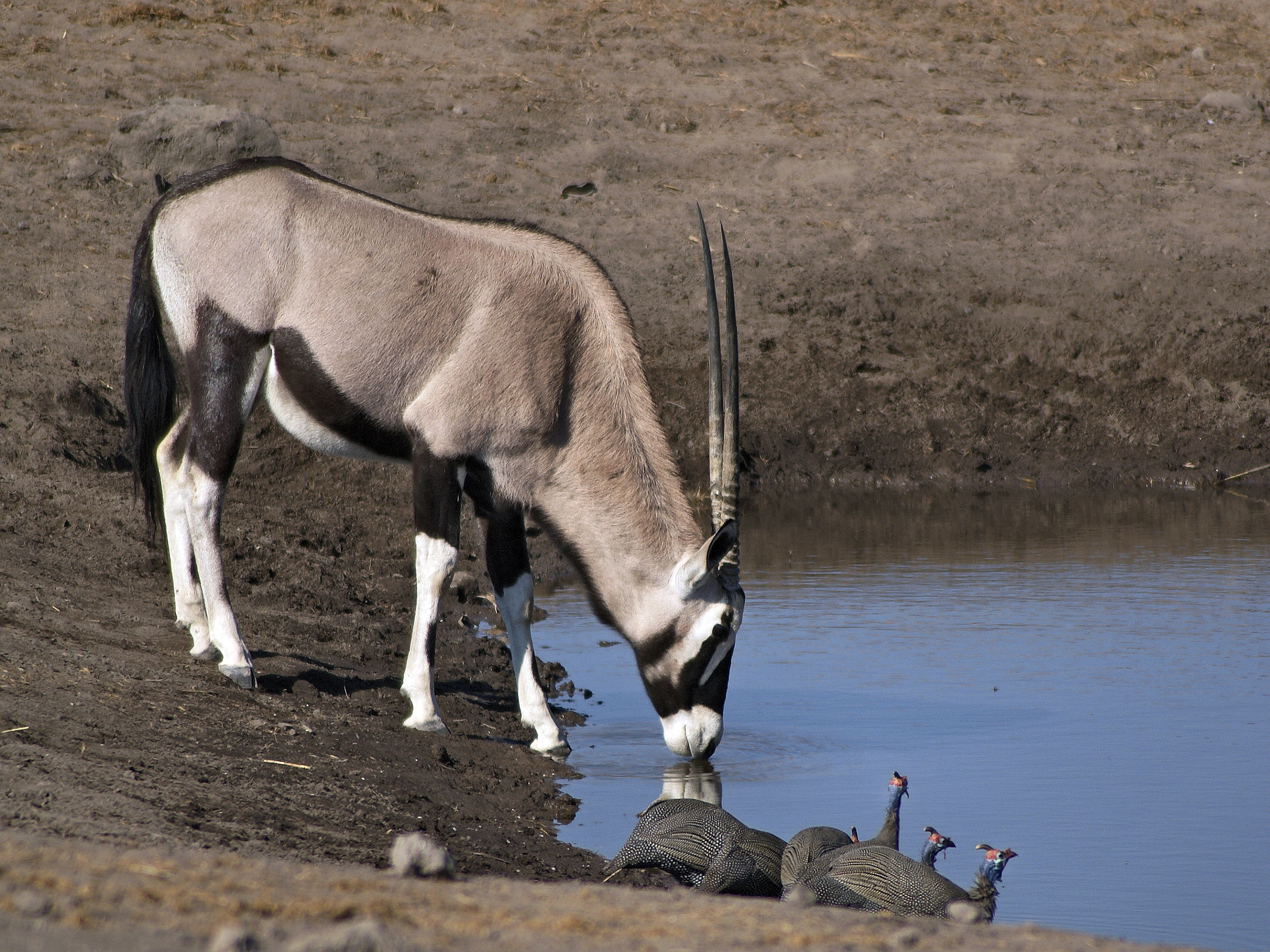
gemsbokke,
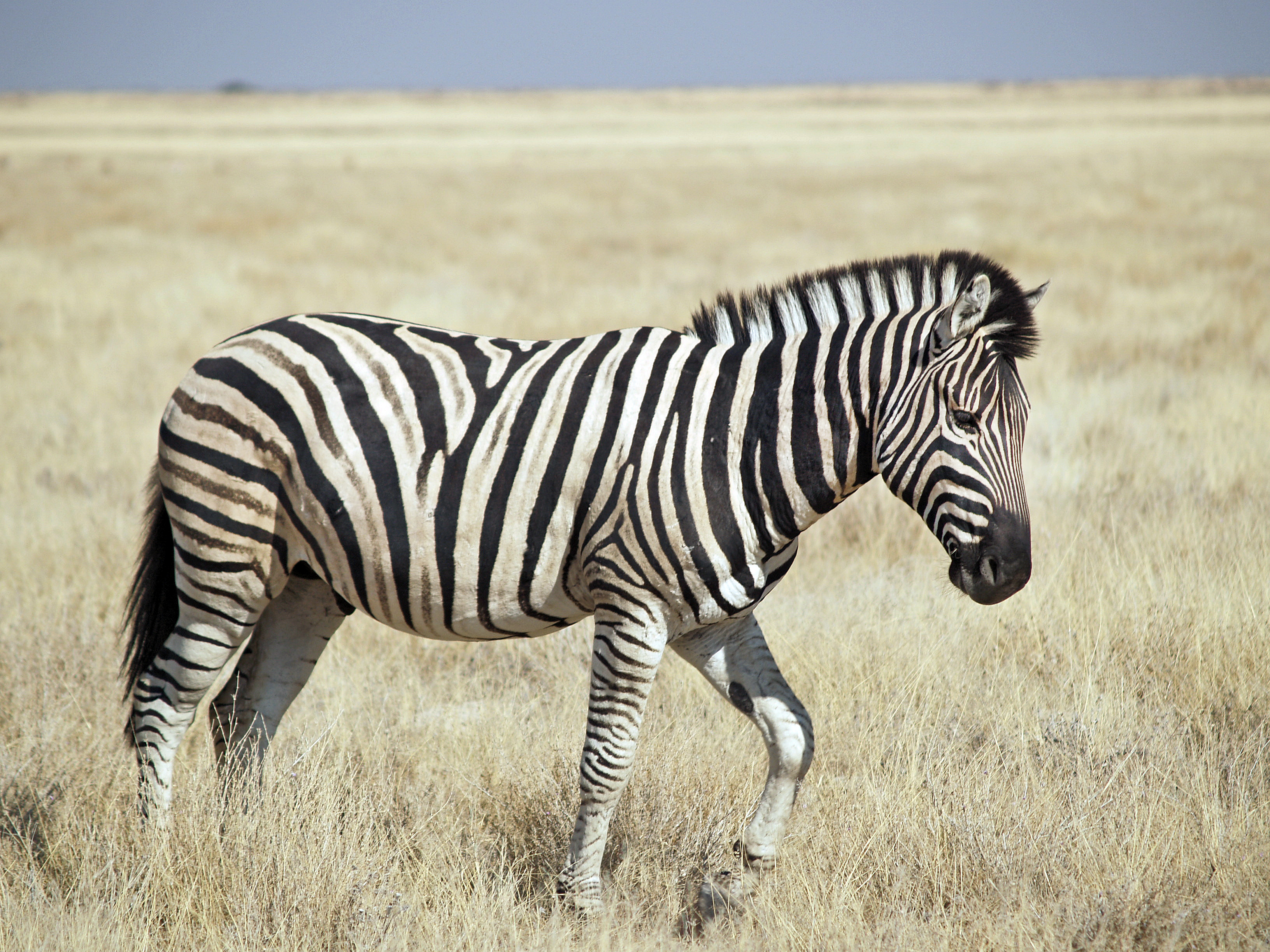
steppezebra's,
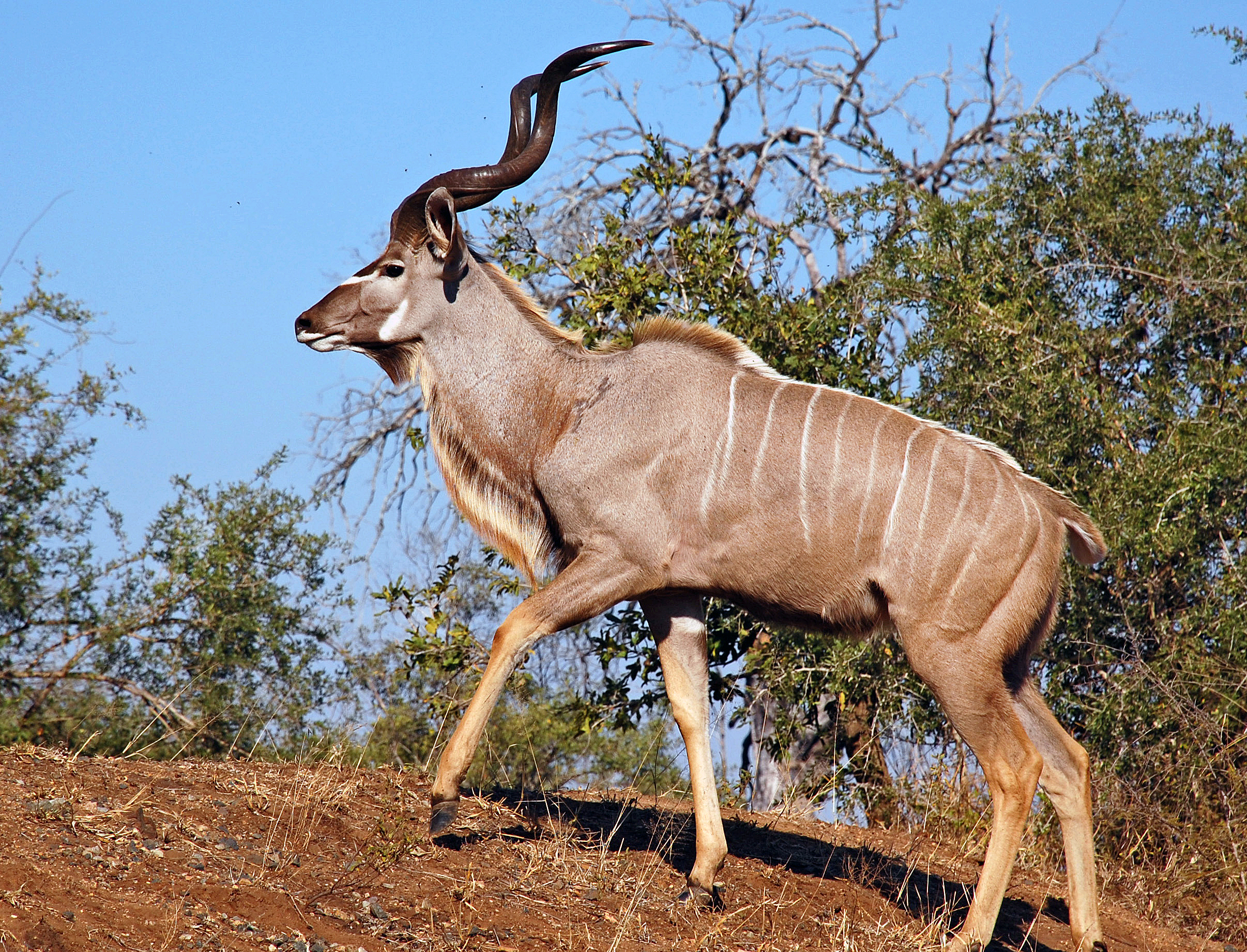
koedoes,
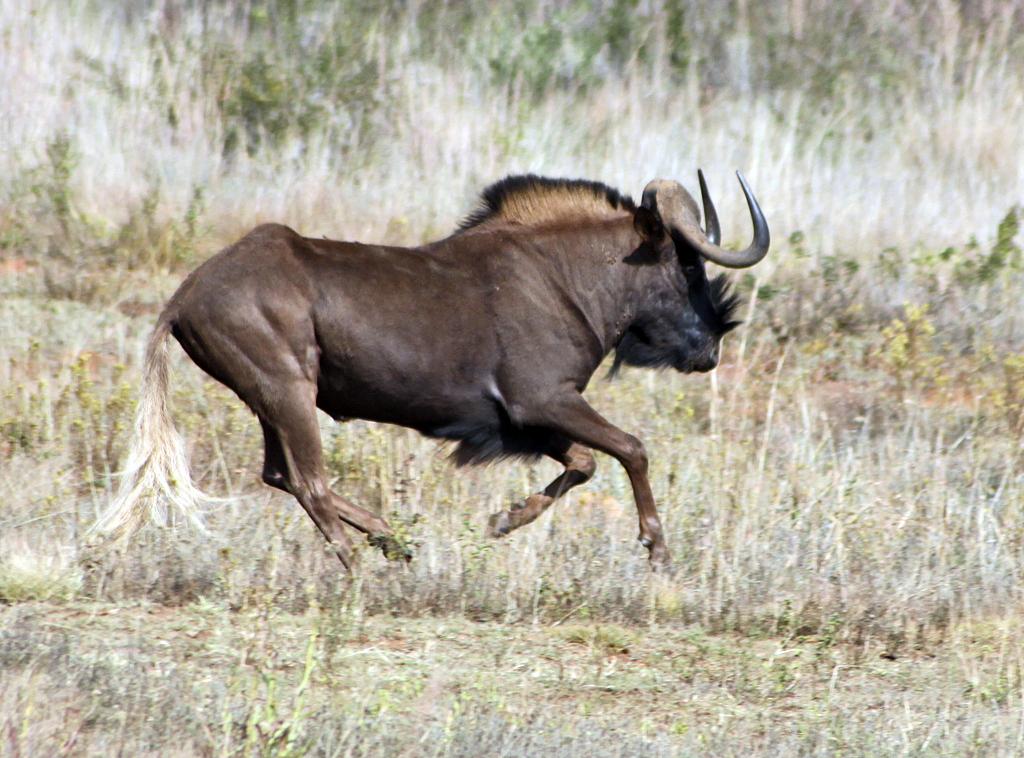
witstaartgnoes en
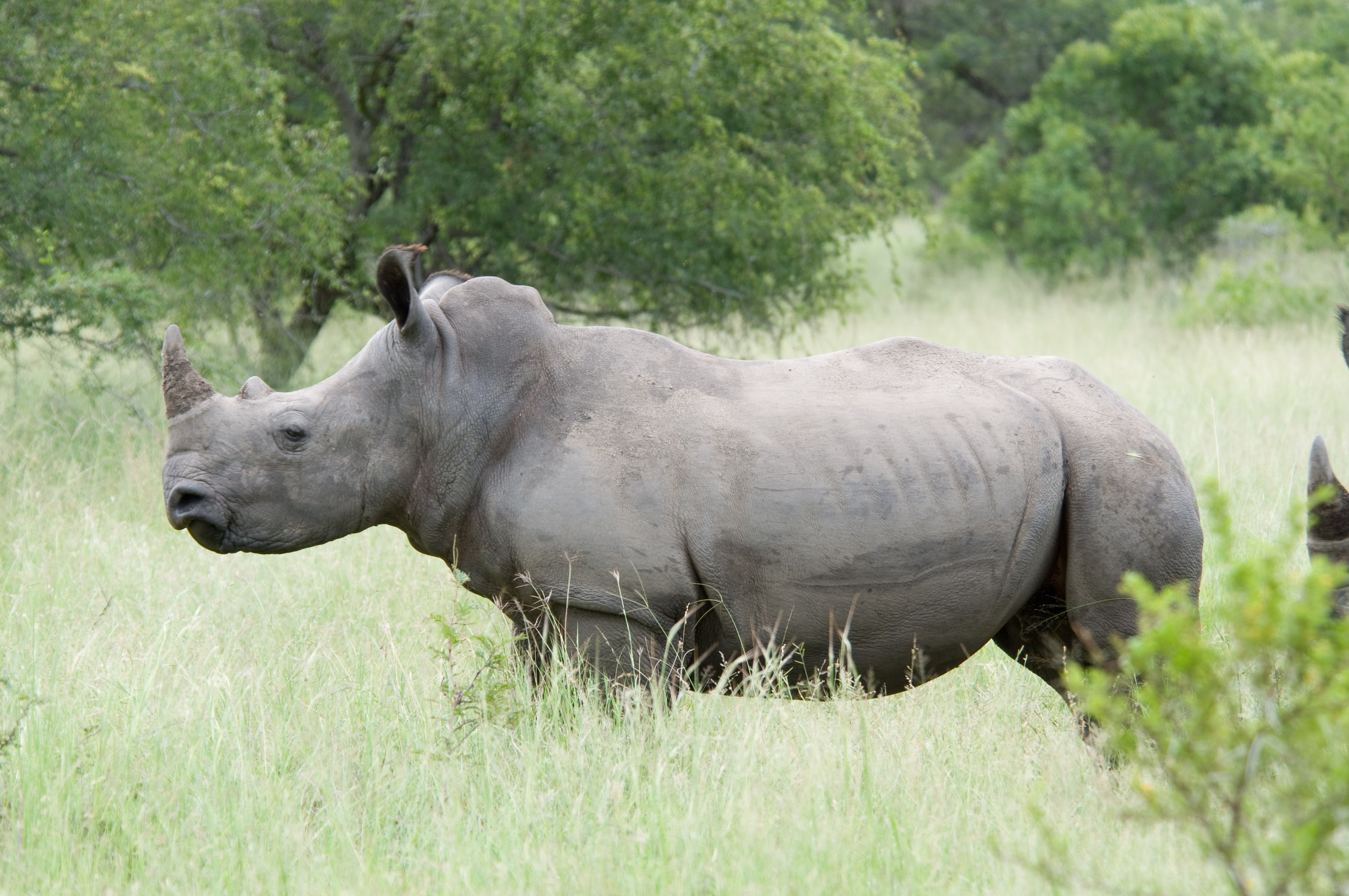
witte neushoorns zij weer in het reservaat uitgezet.
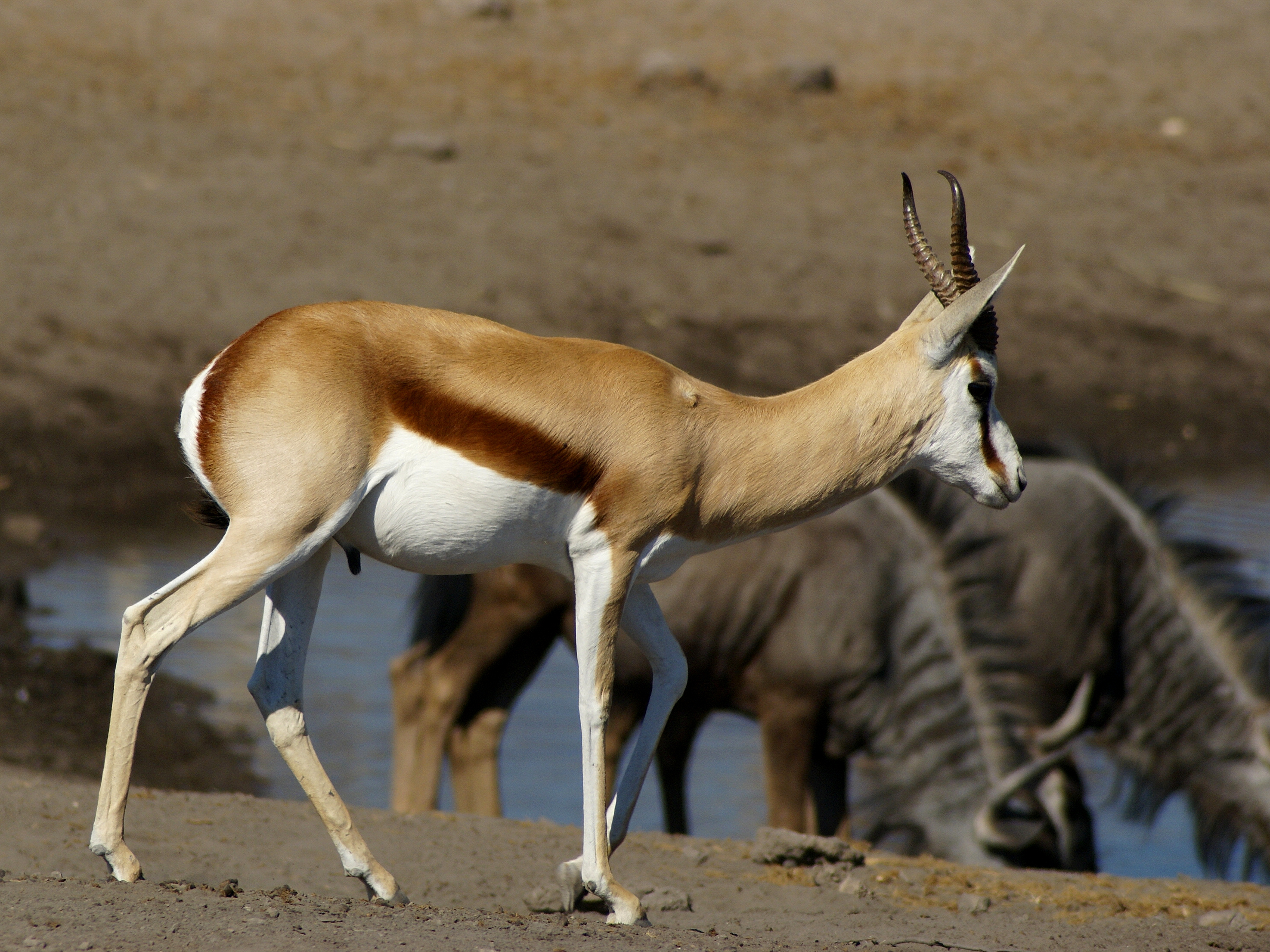
springbokken,
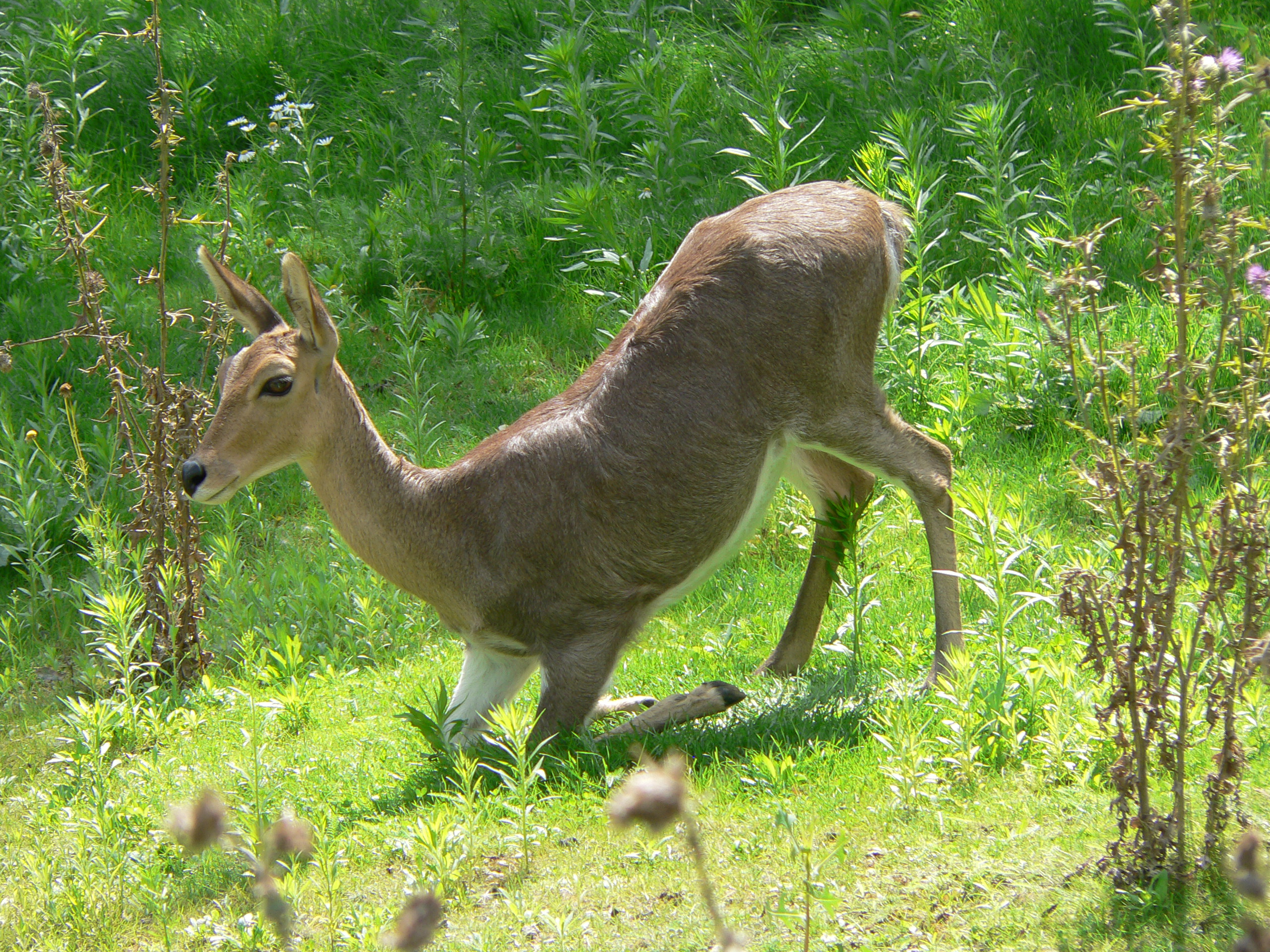
bergrietbokken
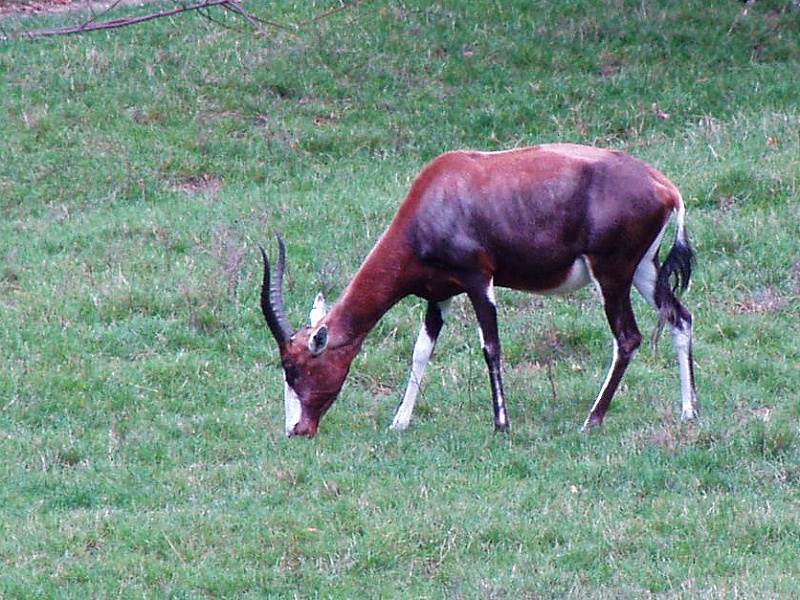
blesbokken
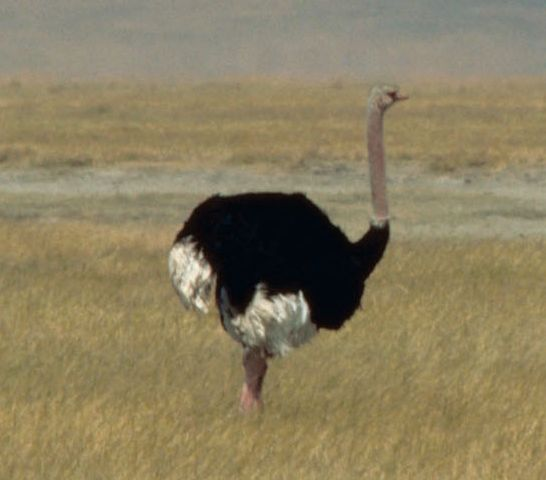
struisvogels.